# Tórtora de Reichenow
El tórtora de Reichenow (Streptopelia reichenowi) és una tórtora, per tant un ocell de la família dels colúmbids (Columbidae) que habita palmerars de ribera a les valls dels rius del sud de Somàlia, sud-est d'Etiòpia i zona limítrofa de Kenya.